# Kardaun
Kardaun (Italiaans: Cardano) is een dorp in de Noord-Italiaanse provincie Bolzano (Trentino-Zuid-Tirol). Kardaun maakt als zogenaamde Fraktion deel uit van de gemeente Karneid.
Kardaun ligt in het dal van de Eisack (Isarco), een zijrivier van de Adige, even ten oosten van Bozen op 512 m hoogte. De bevolking is overwegend Duitstalig.
De A22 loopt door Kardaun. Verder loopt er een spoorweg voorbij Kardaun. In Kardaun bevindt zich een kasteel dat niet te bezichtigen is. Het dorp ligt aan het zuiden van de Dolomietenweg, die hier eindigt. Deze weg brengt je langs Kardaun voorbij aantrekkelijke bossen en weiden. Er zijn vooral hotels in Kardaun.
Blumau · Breien · Gummer · Kardaun · Karneid · Steinegg